# یواس‌اس می‌کاوی (اس‌پی-۳۰۹)
یواس‌اس میکاوی (اس‌پی-۳۰۹) (به انگلیسی: USS Mikawe (SP-309)) یک کشتی بود که طول آن ۶۵ فوت (۲۰ متر) بود. این کشتی در سال ۱۹۱۶ ساخته شد.